# Il viaggiatore notturno
Il viaggiatore notturno è un romanzo di Maurizio Maggiani del 2005. Ha vinto il Premio Strega e il Premio Ernest Hemingway, entrambi nel 2005.

## Trama
Il libro si ispira alla figura di Charles de Foucauld, che visse l'ultimo periodo della sua vita in Algeria nel pianoro dell'Assekrem. Il protagonista è un etologo che si trova nell'Assekrem (cuore dell'universo) in attesa dell'arrivo delle rondini. L'attesa, il paesaggio desertico, la figura e gli scritti di Père Foucauld, portano il protagonista a viaggiare tra le storie della sua vita (il padre Dinetto, l'armeno Zingirian, l'orsa Amapola, in fuga dalla guerra nei Balcani, Perfetta, l'assedio di Tuzla) e ad intrecciarle con le storie dell'accompagnatore Jibril, del dimah Tighritz, della giornalista Marguerite e di Jasmina.

## Edizioni
- Maurizio Maggiani, Il viaggiatore notturno, Feltrinelli, Milano 2005
- Maurizio Maggiani, Il viaggiatore notturno, prefazione di Andrea Di Consoli, UTET, Torino 2007
- (SQ) Maurizio Maggiani, Udhetari i nates: roman, perktheu Hysen Sinani, Max, Tirane 2006
- (DE)  Maurizio Maggiani, Reisende in der Nacht: Roman, trad. di Andreas Löhrer, Edition Nautilus, Hamburg 2007